# Список полиграфов кириллицы
Ниже приведён список полиграфов кириллицы. Серым цветом выделены полиграфы, не являющиеся настоящими, то есть обозначающие те же звуки, что и составляющие их графы по отдельности, но по какой-либо причине относимые к полиграфам, например, по причине включения в алфавит.

## Диграфы

### А
| Полиграф | Использование                                                                 |
| -------- | ----------------------------------------------------------------------------- |
| Аъ аъ    | Удинский, татарский                                                           |
| Аь аь    | Ингушский, лакский, ногайский, рутульский, табасаранский, удинский, чеченский |
| Аӏ аӏ    |                                                                               |

### Г
| Полиграф | Использование |
| -------- | --- |
| Гә гә    | |
| Гв гв    | |
| Гг гг    | |
| Гу гу    | |
| Гъ гъ    | Абазинский, аварский, агульский, адыгейский, кабардино-черкесский, карачаево-балкарский, кумыкский, лакский, лезгинский, рутульский, табасаранский, татский, цахурский |
| Гь гь    | Абазинский, абхазский, аварский, агульский, кумыкский, лакский, лезгинский, рутульский, табасаранский, татский, цахурский                                              |
| Гӏ гӏ    | |
| Гў гў    | |
| Ҕь ҕь    | |
| Ҕә ҕә    | |

### Д
| Полиграф | Использование                                                      |
| -------- | ------------------------------------------------------------------ |
| Дә дә    |                                                                    |
| Дж дж    | Украинский, белорусский                                            |
| Дз дз    | Украинский, белорусский                                            |
| Дь дь    | Якутский, долганский, северноюкагирский, мордовский, межславянский |

### Ж
| Полиграф | Использование |
| -------- | ------------- |
| Жә жә    |               |
| Жв жв    |               |
| Жъ жъ    |               |
| Жь жь    |               |

### З
| Полиграф | Использование |
| -------- | ------------- |
| Ӡә ӡә    |               |

### К
| Полиграф | Использование          |
| -------- | ---------------------- |
| Кә кә    |                        |
| Кв кв    |                        |
| Кк кк    |                        |
| Ку ку    |                        |
| Кх кх    |                        |
| Къ къ    | Язык северного кавказа |
| Кь кь    |                        |
| Кӏ кӏ    |                        |
| Қә қә    |                        |
| Қь қь    |                        |
| Ҟь ҟь    |                        |
| Ҟә ҟә    |                        |

### Л
| Полиграф | Использование      |
| -------- | ------------------ |
| Лъ лъ    |                    |
| Ль ль    | Церковнославянский |
| Лӏ лӏ    |                    |

### Н
| Полиграф | Использование                                                              |
| -------- | -------------------------------------------------------------------------- |
| Нг нг    | Карачаево-балкарский, кумыкский, нанайский                                 |
| Нъ нъ    | Карачаево-балкарский, ногайский, караимский, крымчакский, крымскотатарский |
| Нь нь    | Якутский, юкагирский                                                       |

### О
| Полиграф | Использование                            |
| -------- | ---------------------------------------- |
| Оь оь    | Ногайский, кумыкский, чеченский, лакский |
| Оӏ оӏ    |                                          |

### П
| Полиграф | Использование |
| -------- | ------------- |
| Пп пп    |               |
| Пъ пъ    |               |
| Пӏ пӏ    |               |

### С
| Полиграф | Использование |
| -------- | ------------- |
| Сс сс    |               |
| Сч сч    |               |
| Сь сь    |               |

### Т
| Полиграф | Использование |
| -------- | ------------- |
| Тә тә    |               |
| Тл тл    |               |
| Тт тт    |               |
| Тш тш    |               |
| Тъ тъ    |               |
| Ть ть    |               |
| Тӏ тӏ    |               |
| Ҭә ҭә    |               |

### У
| Полиграф | Использование                                                               |
| -------- | --------------------------------------------------------------------------- |
| Уь уь    | Ногайский, кумыкский, чеченский, татский, рутульский, лезгинский, агульский |
| Уӏ уӏ    |                                                                             |

### Ф
| Полиграф | Использование |
| -------- | ------------- |
| Фӏ фӏ    |               |

### Х
| Полиграф | Использование |
| -------- | ------------- |
| Хә хә    |               |
| Хв хв    |               |
| Ху ху    |               |
| Хх хх    |               |
| Хъ хъ    |               |
| Хь хь    |               |
| Хӏ хӏ    |               |
| Ҳә ҳә    |               |

### Ц
| Полиграф | Использование |
| -------- | ------------- |
| Цә цә    |               |
| Цз цз    |               |
| Цц цц    |               |
| Цъ цъ    |               |
| Цӏ цӏ    |               |
| Ҵә ҵә    |               |

### Ч
| Полиграф | Использование |
| -------- | ------------- |
| Чв чв    |               |
| Чж чж    |               |
| Чч чч    |               |
| Чъ чъ    |               |
| Чӏ чӏ    |               |

### Ш
| Полиграф | Использование |
| -------- | ------------- |
| Шә шә    |               |
| Шв шв    |               |
| Шь шь    |               |
| Шӏ шӏ    |               |

### Щ
| Полиграф | Использование |
| -------- | ------------- |
| Щӏ щӏ    |               |

### Ы
| Полиграф | Использование |
| -------- | ------------- |
| Ыӏ ыӏ    |               |

### Ю
| Полиграф | Использование |
| -------- | ------------- |
| Юь юь    |               |

### Я
| Полиграф | Использование |
| -------- | ------------- |
| Яь яь    |               |

### Прочие
| Полиграф | Использование |
| -------- | ------------- |
| Џь џь    |               |
| Ӏу ӏу    |               |

## Триграфы
| Полиграф | Использование |
| -------- | ------------- |
| Гъв гъв  |               |
| Гъу гъу  |               |
| Гъь гъь  |               |
| Гӏв гӏв  |               |
| Джв джв  |               |
| Джъ джъ  |               |
| Джь джь  |               |
| Дзу дзу  |               |
| Жъу жъу  |               |
| Кхъ кхъ  |               |
| Къв къв  |               |
| Къу къу  |               |
| Къь къь  |               |
| Кӏв кӏв  |               |
| Кӏу кӏу  |               |
| Кӏь кӏь  |               |
| Пӏу пӏу  |               |
| Тӏу тӏу  |               |
| Хъу хъу  |               |
| Хӏв хӏв  |               |
| Чӏв чӏв  |               |

## Тетраграфы
| Полиграф  | Использование |
| --------- | ------------- |
| Кхъу кхъу |               |
| Кӏкӏ кӏкӏ |               |
| Цӏцӏ цӏцӏ |               |
| Чӏчӏ чӏчӏ |               |
| Гъӏв гъӏв |               |
| Ккъӏ ккъӏ |               |
| Къӏв къӏв |               |
| Ллъв ллъв |               |
| Ххьӏ ххьӏ |               |
| Хъӏв хъӏв |               |
| Хьӏв хьӏв |               |

## Пентаграфы
| Полиграф    | Использование |
| ----------- | ------------- |
| Ххьӏв ххьӏв | Арчинский     |
| Ккъӏв ккъӏв |               |